# (4851) Vodopʹyanova
(4851) Vodopʹyanova es un asteroide perteneciente al cinturón de asteroides, descubierto el 26 de octubre de 1976 por Tamara Mijáilovna Smirnova desde el Observatorio Astrofísico de Crimea (República de Crimea).

## Designación y nombre
Designado provisionalmente como 1976 US1. Fue nombrado Vodopʹyanova en honor a la cirujana rusa Galina Petrovna Vodopyanova trabaja en la Academia Rusa de Ciencias del Hospital, San Petersburgo, desde el año 1978.

## Características orbitales
Vodopʹyanova está situado a una distancia media del Sol de 2,600 ua, pudiendo alejarse hasta 2,761 ua y acercarse hasta 2,440 ua. Su excentricidad es 0,061 y la inclinación orbital 15,51 grados. Emplea 1532 días en completar una órbita alrededor del Sol.

## Características físicas
La magnitud absoluta de Vodopʹyanova es 12,7.